# Les Dits des sept sages
Les Dits des sept sages est un ensemble de sentences latines tirées de nombreux ouvrages antiques épars. L'essentiel de l'ouvrage comporte les maximes célèbres des Sept sages antiques, soit Thalès, Solon, Chilon, Cléobule, Pittacos, Bias et Périandre. On trouve ensuite les Sentences et Mots Dorés, des citations, toujours courtes et efficaces, d'auteurs tels que Socrate, Caton l'Ancien, Cicéron, Euripide, etc. Le tout s'achève par un court et amusant jeu d'énigmes.
Publié en 1557 par Charles Fontaine, qui traduit et glose les citations des auteurs cités, afin de servir à l'enseignement du jeune Duc d'Orléans, dauphin de France. L'ouvrage est donc à la charnière entre un manuel scolaire, un travail de vulgarisation ou encore un traité politique destiné à l'édification d'un jeune prince.
Cela lui confère une agréable structure d'ensemble et permet d'appréhender de nombreux auteurs classiques d'une manière légère et ludique.